# Dominic Fumusa
Dominic Fumusa, né le 13 septembre 1969 au Wisconsin, est un acteur américain.
Il est principalement connu pour son rôle dans la série télévisée Nurse Jackie.

## Filmographie

### Cinéma
- 2010 : Helena from the Wedding de Joseph Infantolino
- 2015 : Diversion de Glenn Ficarra et John Requa : Jared
- 2016 : 13 Hours (13 Hours: The Secret Soldiers of Benghazi) de Michael Bay : John "Tig" Tiegen
- 2019 : The Report de Scott Z. Burns : George Tenet
- 2021 : Sweet Girl de Brian Andrew Mendoza

### Télévision
- 1999 : New York, unité spéciale (saison 1, épisode 8) : détective Lopez
- 2000 : The Sopranos: Gregory Moltisanti
- 2001 : New York, police judiciaire (saison 12, épisode 10) : Scott Turner
- 2001 : New York, unité spéciale (saison 2, épisode 14) : lieutenant Coates des Affaires Internes
- 2005 : Bones (saison 1, épisode 1) : Peter St. James
- 2008 : New York, police judiciaire (saison 18, épisode 1) : Tom Lupo
- 2008 : New York, unité spéciale (saison 10, épisode 9) : Gary Rosten
- 2010 : New York, section criminelle (saison 9, épisode 5) : Nathan Grayson
- 2011-2012 : New York, unité spéciale (saison 13, épisodes 10 et 19) : capitaine Jason Harris
- 2012 : Person of Interest, Saison 2 épisode 6 ; Chris Vaughn
- 2013 : Elementary, Saison 1 épisode 24 ; Jordan Conroy
- 2017 : Homeland, Saison 6 ; Ray Conlin
- 2017 : Taken, Saison 1 épisodes 1, 2 et 8 ; Harry Ward
- 2018 : The Purge, Saison 1 ; Pete Le flic
- 2025 : Dexter: Resurrection : l'inspecteur Melvin Oliva